# Маринич Микола Агафонович
Микола Агафонович Маринич (рос. Николай Агафонович Маринич; 25 вересня 1885, с. Бровки — 17 листопада 1921, с. Малі Міньки) — православний священник, протоієрей, капелан Армії УНР, керівник головної управи військового духовенства, член Всеукраїнської православної церковної ради.

## Життєпис
Народився у с. Бровки Сквирського повіту Київської губернії Російської імперії.
Закінчив Київську духовну семінарію РПЦ МП.
У 1914 р. отримав єпархіальну нагороду — набедреник (Радомисльський повіт Київської губернії).
Став членом Військового клубу імені П. Полуботка, і як представник клубу о. М. Маринич брав участь у формуванні 1-го Українського козацького полку ім. Б. Хмельницького. 17 квітня 1917 р. добровільно вступив до лав 1-го Українського козацького полку імені Б. Хмельницького та став його полковим священиком.
Від 6 грудня 1917 р. став головним священником військ Української Центральної Ради, від 13 березня 1918 р. був капеланом Інструкторської школи старшин, від 17 липня 1918 р. був капеланом в Окремій Запорізькій дивізії Армії Української Держави, від 11 грудня 1918 р. — капеланом Окремого Чорноморського коша військ Директорії УНР, від 1 лютого 1919 р. — капелан Залізнично-технічного корпусу та 9-ї Залізничної дивізії ДАУНР, від 20 грудня 1919 р. — капелан Збірної (згодом 4-ї) Київської дивізії АУНР.
Наказ Головної команди військ УНР № 32 від 5 жовтня 1920 р.:

На підставі висновків реєстраційної комісії на дійсну українську військову службу по військово-духовній офіції зараховуються: до складу штабу 4-ї Київської дивізії-протоієрей Микола Мариніч, до складу штабу 2-ї Волинської дивізії — протоієрей Василь Сукачів, до складу штабу 4-ї Київської запасної бригади — протоієрей Анатолій Волкович, до складу штабу Окремої кінної дивізії — протоієрей Михайло Овертович

У березні 1921 р. був на з'їзді українських військових капеланів у м. Тарнів, організованому міністром ісповідань УНР Іваном Огієнко.
Учасник Першого Зимового походу. У листопаді 1921 р. брав участь у Другому Зимовому поході.
Потрапив у полон під час бою під с. Малі Міньки і замордований більшовиками.

## Родина
Мав від шлюбу трьох дітей у с. Почуйки Сквирського повіту Київської губернії.